# 金势熹
金势熹（1995年11月28日—），韩国女子现代五项运动员，2018年亚洲运动会女子个人银牌得主、2021年世界现代五项锦标赛混合接力金牌得主、2022年世界现代五项锦标赛女子接力铜牌得主、2022年亚洲运动会女子团体铜牌得主。